# Juncus giganteus
Juncus giganteus är en tågväxtart som beskrevs av Gunnar Samuelsson. Juncus giganteus ingår i släktet tåg, och familjen tågväxter. Inga underarter finns listade i Catalogue of Life.